# Saint-Martin-sous-Montaigu
Saint-Martin-sous-Montaigu ist eine französische Gemeinde mit 328 Einwohnern (Stand 1. Januar 2022) im Département Saône-et-Loire in der Region Bourgogne-Franche-Comté. Die Bewohner werden Acimontimartinois und Acimontimartinoises genannt.

## Lage
Der Ort ist ein Weindorf in der Côte Chalonnaise des Weinbaugebietes Bourgogne. Er liegt etwa 13 Kilometer nordöstlich von Chalon-sur-Saône. Durch das Gebiet von Saint-Martin-sous-Montaigu fließt das Flüsschen Orbise.

## Bevölkerungsentwicklung
| Saint-Martin-sous-Montaigu: Einwohnerzahlen von 1793 bis 2016                                                              | Saint-Martin-sous-Montaigu: Einwohnerzahlen von 1793 bis 2016 | Saint-Martin-sous-Montaigu: Einwohnerzahlen von 1793 bis 2016 | Saint-Martin-sous-Montaigu: Einwohnerzahlen von 1793 bis 2016 | Saint-Martin-sous-Montaigu: Einwohnerzahlen von 1793 bis 2016 |
| --- | ------------------------------------------------------------- | ------------------------------------------------------------- | ------------------------------------------------------------- | ------------------------------------------------------------- |
| Jahr |                                                               |                                                               |                                                               | Einwohner                                                     |
| 1793 | 1793                                                          |                                                               | 375                                                           | 375                                                           |
| 1800 | 1800                                                          |                                                               | 353                                                           | 353                                                           |
| 1806 | 1806                                                          |                                                               | 420                                                           | 420                                                           |
| 1821 | 1821                                                          |                                                               | 420                                                           | 420                                                           |
| 1831 | 1831                                                          |                                                               | 427                                                           | 427                                                           |
| 1836 | 1836                                                          |                                                               | 379                                                           | 379                                                           |
| 1841 | 1841                                                          |                                                               | 368                                                           | 368                                                           |
| 1846 | 1846                                                          |                                                               | 360                                                           | 360                                                           |
| 1851 | 1851                                                          |                                                               | 353                                                           | 353                                                           |
| 1856 | 1856                                                          |                                                               | 335                                                           | 335                                                           |
| 1861 | 1861                                                          |                                                               | 317                                                           | 317                                                           |
| 1866 | 1866                                                          |                                                               | 315                                                           | 315                                                           |
| 1872 | 1872                                                          |                                                               | 317                                                           | 317                                                           |
| 1876 | 1876                                                          |                                                               | 299                                                           | 299                                                           |
| 1881 | 1881                                                          |                                                               | 332                                                           | 332                                                           |
| 1886 | 1886                                                          |                                                               | 311                                                           | 311                                                           |
| 1891 | 1891                                                          |                                                               | 295                                                           | 295                                                           |
| 1896 | 1896                                                          |                                                               | 280                                                           | 280                                                           |
| 1901 | 1901                                                          |                                                               | 285                                                           | 285                                                           |
| 1906 | 1906                                                          |                                                               | 269                                                           | 269                                                           |
| 1911 | 1911                                                          |                                                               | 256                                                           | 256                                                           |
| 1921 | 1921                                                          |                                                               | 204                                                           | 204                                                           |
| 1926 | 1926                                                          |                                                               | 187                                                           | 187                                                           |
| 1931 | 1931                                                          |                                                               | 187                                                           | 187                                                           |
| 1936 | 1936                                                          |                                                               | 215                                                           | 215                                                           |
| 1946 | 1946                                                          |                                                               | 213                                                           | 213                                                           |
| 1954 | 1954                                                          |                                                               | 221                                                           | 221                                                           |
| 1962 | 1962                                                          |                                                               | 225                                                           | 225                                                           |
| 1968 | 1968                                                          |                                                               | 230                                                           | 230                                                           |
| 1975 | 1975                                                          |                                                               | 287                                                           | 287                                                           |
| 1982 | 1982                                                          |                                                               | 372                                                           | 372                                                           |
| 1990 | 1990                                                          |                                                               | 402                                                           | 402                                                           |
| 1999 | 1999                                                          |                                                               | 373                                                           | 373                                                           |
| 2006 | 2006                                                          |                                                               | 346                                                           | 346                                                           |
| 2011 | 2011                                                          |                                                               | 343                                                           | 343                                                           |
| 2016 | 2016                                                          |                                                               | 363                                                           | 363                                                           |
| Quelle(n): EHESS/Cassini bis 1999, INSEE ab 2006 Anmerkung(en): Ab 1962 offizielle Zahlen ohne Einwohner mit Zweitwohnsitz |                                                               |                                                               |                                                               |                                                               |

## Sehenswürdigkeiten

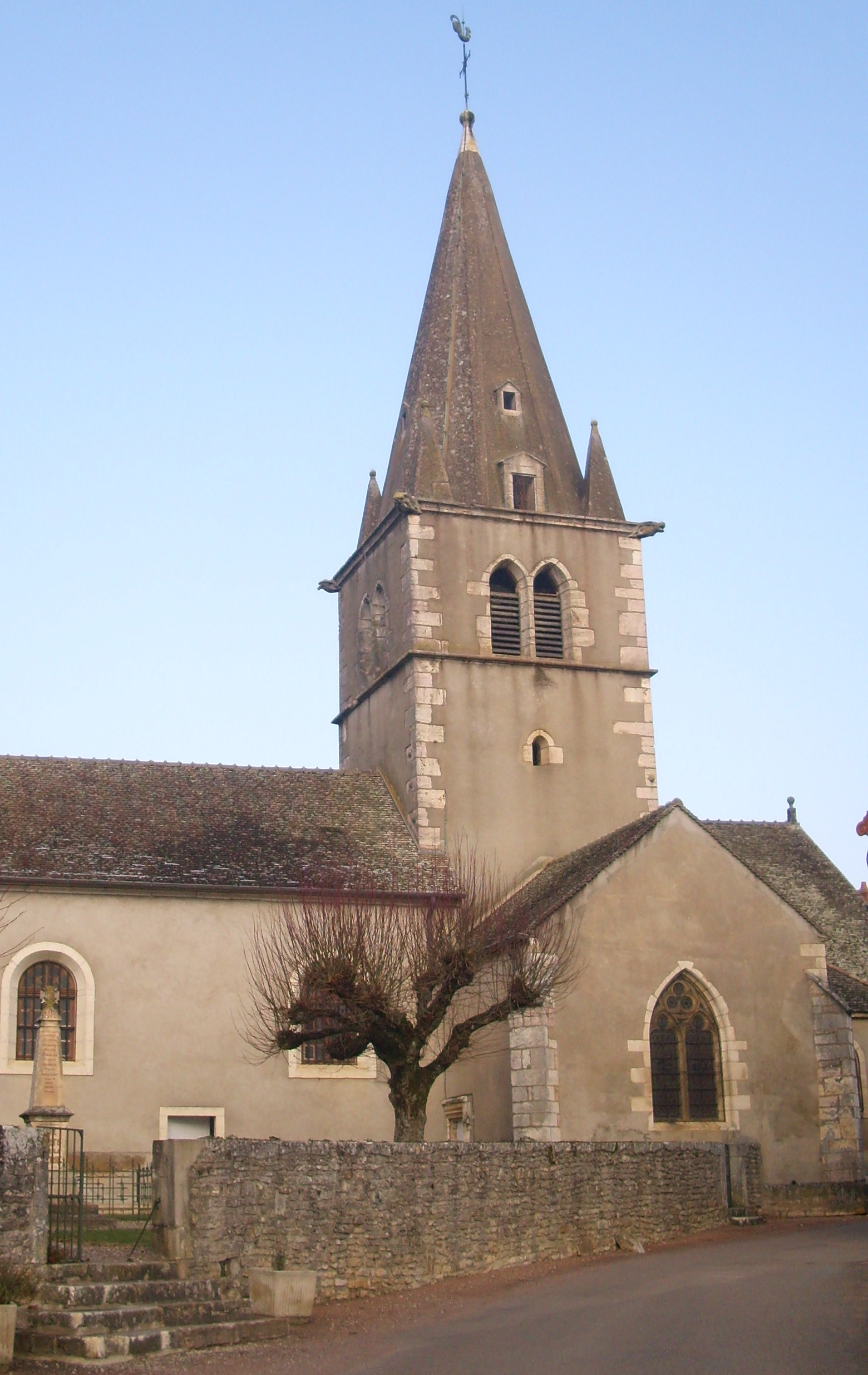
Kirche von Saint-Martin-sous-Montaigu

- Kirche Saint-Martin

## Gemeindepartnerschaft
Mit der Schweizer Gemeinde Corcelles-près-Concise besteht eine Partnerschaft.